# Anabarhynchus luridus
Anabarhynchus luridus är en tvåvingeart som beskrevs av Ignaz Rudolph Schiner 1868. Anabarhynchus luridus ingår i släktet Anabarhynchus och familjen stilettflugor. Inga underarter finns listade i Catalogue of Life.